# Mistrzostwa Panamerykańskie w Judo 1978
11. Mistrzostwa panamerykańskie w judo odbywały się w 1978 roku w Buenos Aires. W tabeli medalowej tryumfowali judocy z Kuby.

## Klasyfikacja medalowa
| Miejsce | Państwo           |   |   |    | Razem |
| ------- | ----------------- | - | - | -- | ----- |
| 1       | Kuba              | 4 | 2 | 1  | 7     |
| 2       | Brazylia          | 2 | 2 | 3  | 7     |
| 3       | Stany Zjednoczone | 1 | 3 | 3  | 7     |
| 4       | Portoryko         | 1 | 0 | 0  | 1     |
| 5       | Kanada            | 0 | 1 | 3  | 4     |
| 6       | Argentyna         | 0 | 0 | 4  | 4     |
| 7       | Meksyk            | 0 | 0 | 1  | 1     |
| Razem   | Razem             | 8 | 8 | 15 | 31    |

## Medaliści

### Mężczyźni
| Konkurencja: | Złoto:                 | Srebro:          | Brąz:                                |
| −60 kg       | Keith Nakasone         | David Carter     | Luiz Shinohara Rafael González       |
| −65 kg       | Guillermo Wong Sánchez | Mike Swain       | Mauro Junqueira Omar Abdala          |
| −71 kg       | Guillermo D'Nelson May | Roberto Machusso | Alain Cyr Michael Vincenti           |
| −78 kg       | Carlos Alberto Cunha   | Brett Barron     | José Strático Iván Valiente Canalejo |
| −86 kg       | Isaac Azcuy            | Thomas Martin    | Alejandro Strático Louis Jani        |
| −95 kg       | Venancio Gómez         | Carlos Pacheco   | James Thompson Tom Greenway          |
| ponad 95 kg  | Oswaldo Simões Filho   | José Ibáñez      | John Saylor Julio Abraham            |
| Open         | Héctor Estévez         | José Ibáñez      | Oswaldo Simões Filho                 |